# Ácido floroglucinolcarboxílico
El Ácido floroglucionolcarboxílico con fórmula química C7H6O5 es un ácido trihidroxibenzoico, un tipo de ácido fenólico.
E producido por Pseudomonas fluorescens. Se trata de un producto de degradación de las catequinas, metabolizadas y el producto excretado por la bacteria Acinetobacter calcoaceticus, una especie de bacteria que es parte de la flora normal del cuerpo humano, crece en catequina como única fuente de carbono. También encuentra en el vino.